# Deeplick
Fernando Leite, mais conhecido como Fernando DeepLick ou DeepLick (São Paulo, SP, 10 de fevereiro de 1977) é um DJ e produtor musical brasileiro, conhecido pelos trabalhos com cantoras como Shakira, Wanessa Camargo e Claudia Leitte, sendo um dos maiores nomes da música eletrônica brasileira.